# Just a Minute
Just a Minute („Bara en minut”), brittiskt radioprogram, producerat av BBC. Programmet har sänts sedan 1967 på den då nystartade kanalen BBC Radio 4, med Nicholas Parsons som programledare. 1969 började Sveriges Radio sända en svensk version av programmet under namnet På minuten.

## Panelmedlemmar
Från 1969 och fram till slutet av 80-talet dominerades panelen av fyra fasta medlemmar: Clement Freud, Derek Nimmo, Peter Jones och Kenneth Williams. Sedan den sistnämnde avled år 1988 har även Paul Merton varit en regelbunden medlem. För den svenska publiken är dock troligen personligheter som Tim Rice, Stephen Fry och Prunella Scales mer kända.

## Regler
Reglerna är ganska snarlika de svenska och i programmet ska panelen, bestående av fyra personer, försöka tala i en minut på ett av programledaren givet ämne utan:
- Tvekan (Hesitation): De tävlande får under den pågående minuten inte tveka eller staka sig.
- Upprepning (Repetition): Under varje omgång får talaren inte upprepa några ord förutom de som ingår i ämnestiteln. Detta gäller även efter protest från motspelarna. Till skillnad från den svenska upplagan är det tillåtet att använda olika former av samma ord.
- Avvikelse (Deviation): Det är inte tillåtet att avvika från ämnet, men ibland accepteras även protester mot obegripligt språk och avvikelse från sanningen.

## Poäng
Poäng och ordet ges vid varje korrekt protest till den som protesterat; i annat fall får den som blev avbruten en poäng samtidigt som denne behållet ordet. När visselpipan ljuder får den som talar vid det tillfället ytterligare en poäng. Till skillnad från i Sverige och På minuten finns i Just a Minute ett system med bonuspoäng. Den som protesterar på ett roligt, men kanske inte korrekt sätt, brukar få en poäng om publiken reagerar positivt. Dessutom fås en extra poäng om man lyckas tala i en hel minut utan att bli avbruten.